# Naetrocymbaceae
Naetrocymbaceae is een familie in de klasse Dothideomycetes. Het typegeslacht is Naetrocymbe.

## Geslachten
De familie bestaat uit de volgende geslachten:
- Bifrontia
- Cystocoleus
- Jarxia
- Leptorhaphis
- Naetrocymbe
- Racodium
- Tomasellia